# Szarvas
Szarvas là một thành phố thuộc hạt Békés, Hungary. Thành phố này có diện tích 161,57 km², dân số năm 2010 là 17412 người, mật độ 108 người/km².